# Id al-Ghadeer

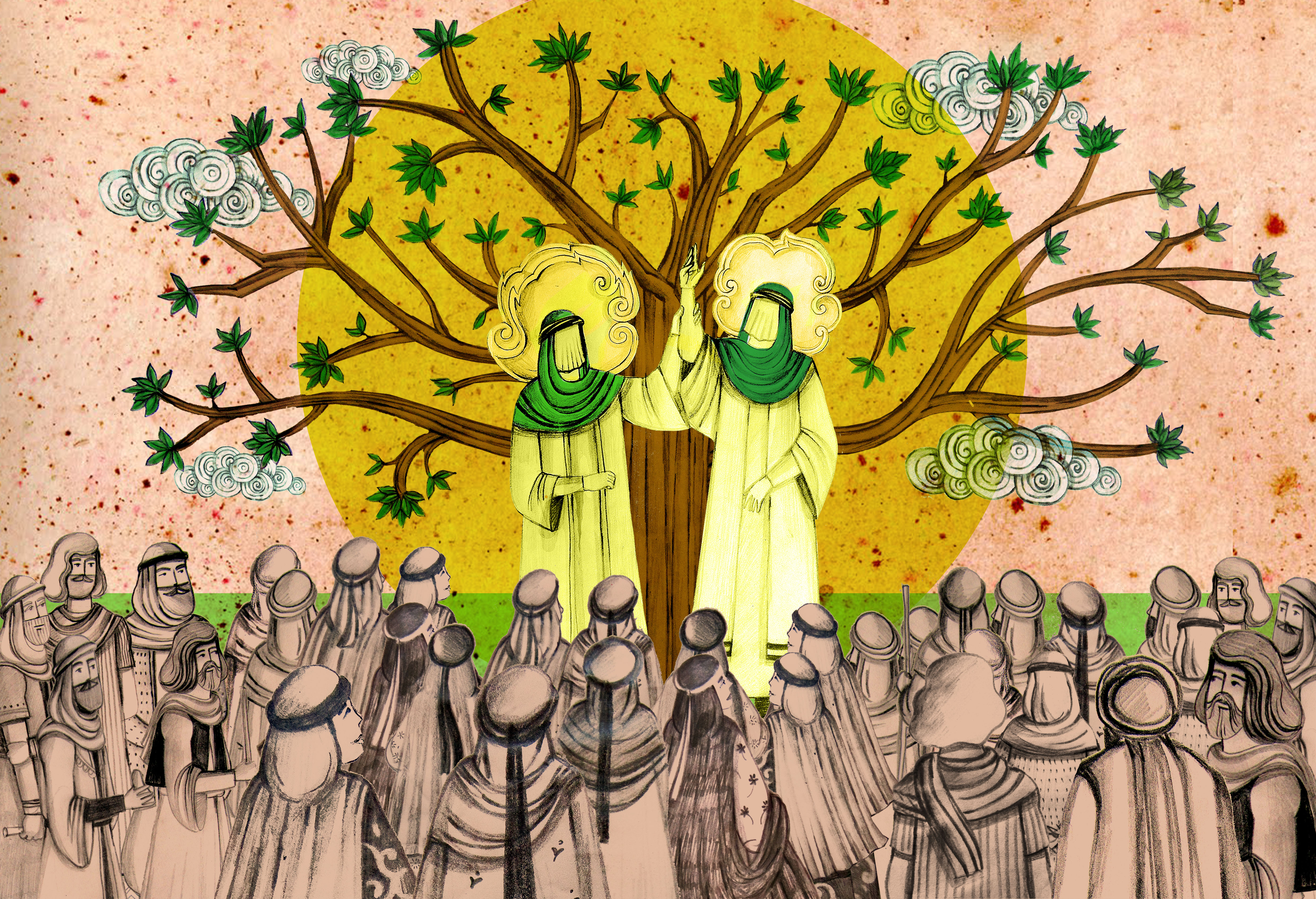
Bilden illustrerar Händelsen i Ghadir Khumm.

Id al-Ghadir (arabiska: عيد الغدير) är en festival som firas av shiitiska muslimer, för att fira årsdagen av den islamiske profeten Muhammeds sista predikan. Enligt shiaislam är det i denna predikan som Muhammed utser Ali ibn Abi Talib till sin efterträdare. I Wasail al-Shia har det återberättats från shiaimamen Jafar al-Sadiq att han sa att det finns en större högtid än de två högtiderna (id al-adha och id al-fitr), vilken är dagen då profeten utsåg Amir al-Mu'minin (Ali ibn Abi Talib) till wali i Ghadir Khumm.

## Galleri

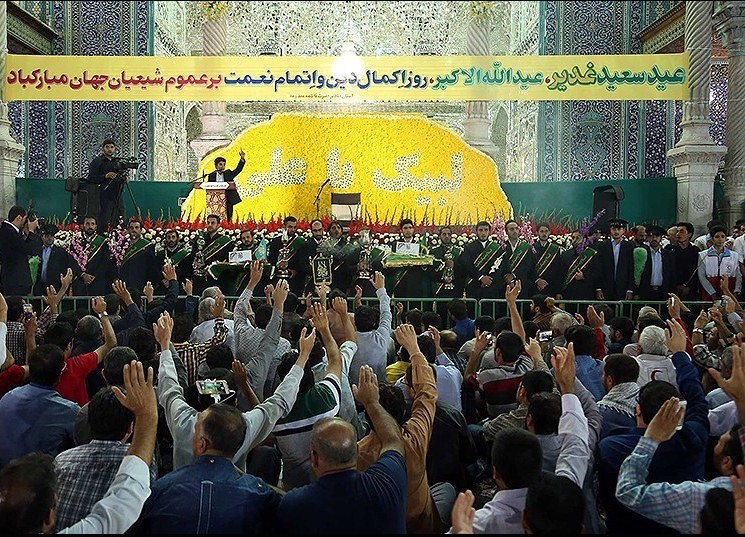
Id al-Ghadir firas i Fatima Masumahs helgedom i Qom, Iran.
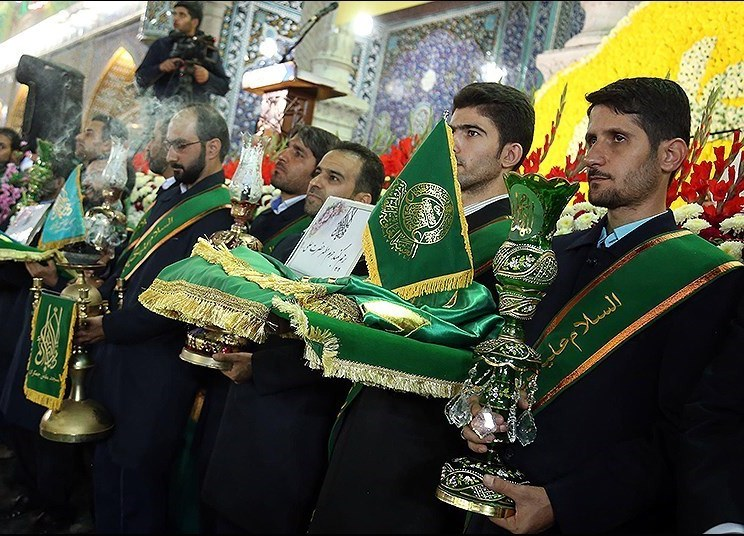
Arbetare i Fatima Masumahs helgedom håller upp saker under en ceremoni.
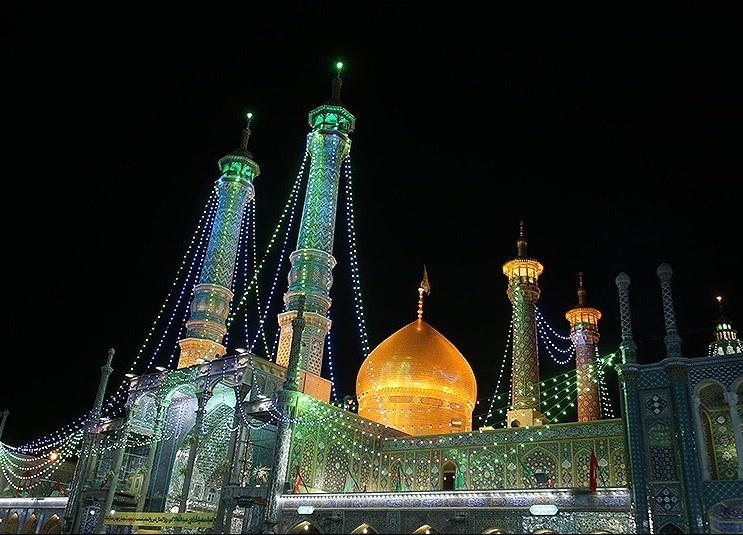
En bild på Fatima Masumahs helgedom från en gårdsyta under id al-ghadir.
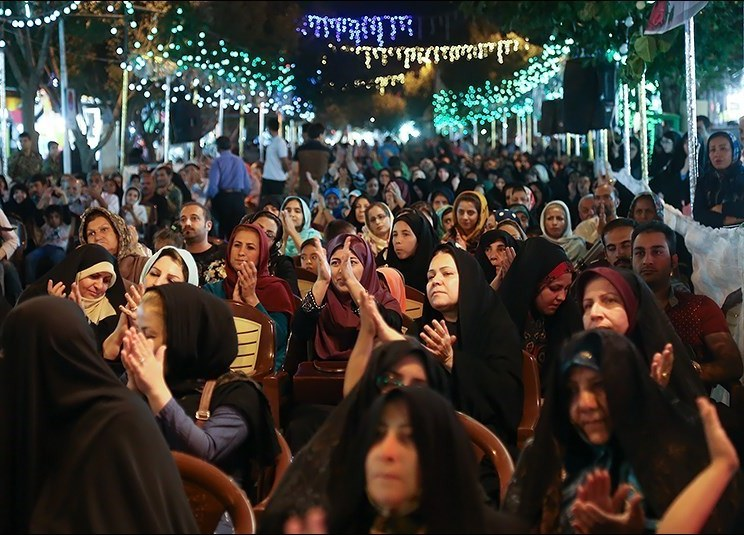
Högtiden firas vid Shah 'Abd al-'Azims helgedom i Iran.